# リリアン・ミューラー
リリアン・ミューラー Lillian Müller（ノルウェー・グリムスタ出身、1952年8月19日 - ）は、ノルウェーのモデル、映画・テレビ女優。ミューラーは、1974年1月30日付ザ・サン紙の「ページ・スリー・ガール」である。彼女はスーズ・ランドール（ドワイト・フッカーと共に）撮影による、米PLAYBOY誌の中央見開き折込ページ（センターフォールド）で広く知られるようになった。ミューラーは1975年8月号のプレイメイトで、その後1976年のプレイメイト・オブ・ザ・イヤーとなった。彼女は、9回PLAYBOYの表紙を飾り、30のグラビアに登場した初のモデルである。
ミューラーは、化学教師役でヴァン・ヘイレンの「Hot for Teacher」のビデオに出演した。また、1978年のロッド・スチュワートの「Da Ya Think I'm Sexy?」のビデオで彼の恋人を演じた。
ミューラーは時にInga Anderssen、Lillian Mueller、Yulis Revel、Yuliis Ruval、Yullis Ruvalなどとクレジットされる事もある。

## フィルモグラフィ
- Casanova & Co. (1977年) … Beata
- The Night They Took Miss Beautiful (1977年) (TV) … Lillie Schaefer
- Hometown USA (1979年) (as Yuliis Ruval) … Mrs. Rodney C. Duckworth
- Once Upon a Spy (1980年) (TV) (as Yuliis Ruval)
- Miracle on Ice (1981年) (TV) … Stewardess
- Death Ray 2000 (1981年) (TV) (as Yuliis Ruval) … Ilse Lander
- The Devil and Max Devlin (1981年) … Veronica (Devil Council)
- King of the Mountain (1981年) … Jamie Winter
- Best Defense (1984年) (as Yuliis Ruval) … French Singer
- Stewardess School (1986年) (as Yuliis Ruval) … Beautiful Blonde

## 主なテレビゲスト出演
全てYuliis Ruval名義：
- ハワード・スターン
- Først & sist
- Remington Steele
- Magnum, P.I.
- チャーリーズ・エンジェル
- Fantasy Island
- スタスキー&ハッチ

## PLAYBOY特別版の出演
- Playboy's Blondes, Brunettes & Redheads 1985年7月
- Playboy's Cover Girls 1986年1月 - cover & interior pages
- Playboy's Women of the World 1987年1月
- Playboy's Wet & Wild Women 1987年7月 - 17ページ
- Playboy's Nudes 1993年12月 - 79ページ
- Playboy's Celebrating Centerfolds Vol. 3 1999年10月